# Chlorestes
Chlorestes es un género de aves apodiformes de la familia Trochilidae —los colibríes— que agrupa a cinco especies nativas de la América tropical (Neotrópico), cuyas áreas de distribución se encuentran entre el este de México, por América Central y América del Sur, hasta el norte de Bolivia y sureste de Brasil. El género era monotípico, conteniendo únicamente la especie tipo Chlorestes notata hasta que una especie anteriormente en el género Amazilia, dos en Hylocharis y una monotípica en Juliamyia fueron transferidas al presente como resultados de estudios  filogenéticos. A sus miembros se les conoce por el nombre común de amazilias, zafiros, colibríes o esmeraldas.

## Sistemática
El género Chlorestes fue propuesto por el ornitólogo alemán Ludwig Reichenbach en 1854, la especie tipo subsecuentemente designada fue Trochilus caeruleus Vieillot, 1817, en realidad un sinónimo posterior de Trochilus notatus, actualmente Chlorestes notata.

### Etimología
El nombre genérico femenino Chlorestes se compone de las palabras del griego «khlōros» que significa ‘verde’ y «esthēs» que significa ‘ropas’, ‘vestimentas’..

### Taxonomía
La especie Chlorestes notata ha sido tradicionalmente tratada en el género monotípico Chlorestes y también incluida en el género Chlorostilbon con base en la morfología y la vocalización. Los estudios filogenéticos de McGuire et al. (2014) encontraron que C. notata era pariente apenas distante de Chlorostilbon y que era hermana de Juliamyia julie, formando un clado con Hylocharis eliciae, H. cyanus y Amazilia candida. En la clasificación propuesta para resolver esta situación Stiles et al. (2017) propusieron la ampliación de Chlorestes para albergar las cinco especies; lo que fue reconocido por el Comité de Clasificación de Sudamérica (SACC) en la Propuesta N.º 781, y por el Comité de Clasificación de Norte y Mesoamérica (N&MACC) en la Propuesta N.º 2020-A-03.

## Lista de especies
Según las clasificaciones del Congreso Ornitológico Internacional (IOC) y Clements Checklist/eBird, el género agrupa a las siguientes especies con el respectivo nombre popular de acuerdo con la Sociedad Española de Ornitología (SEO):
| Imagen | Nombre científico  | Autor                      | Nombre común        | Estado de conservación | Distribución |
| ------ | ------------------ | -------------------------- | ------------------- | ---------------------- | ------------ |
|        | Chlorestes candida | (Bourcier & Mulsant), 1846 | amazilia cándida    | LC                     |              |
|        | Chlorestes eliciae | (Bourcier & Mulsant), 1846 | zafiro de Elicia    | LC                     |              |
|        | Chlorestes cyanus  | (Vieillot), 1818           | zafiro gorgiblanco  | LC                     |              |
|        | Chlorestes julie   | (Bourcier), 1842           | colibrí de Julia    | LC                     |              |
|        | Chlorestes notata  | (Reich), 1793              | esmeralda gorjiazul | LC                     |              |